# Tenuipalpus comptus
Tenuipalpus comptus är en spindeldjursart som beskrevs av Meyer 1979. Tenuipalpus comptus ingår i släktet Tenuipalpus och familjen Tenuipalpidae. Inga underarter finns listade i Catalogue of Life.